# Hamburg European Open (WTA)
Il WTA Hamburg, nome ufficiale Hamburg European Open,  è un torneo di tennis del WTA Tour che si è tenuto dal 1982 al 1983 e di nuovo dal 1987 al 2002 con il nome di Citizen Cup. Dal 2021 è ritornato nel calendario, inserito fra i tornei WTA 250 e si tiene in luglio, la settimana prima di quello maschile. Si gioca ad Amburgo, in Germania su campi all'aperto in terra rossa dell'am Rothenbaum. Dal 2024 il torneo diventa di categotia WTA 125 e l'evento prende il nome di ECE Ladies Hamburg Open. Nel 2025, il torneo ritorna nuovamente ad essere di categoria WTA 250 e prende il nome di MSC Hamburg Ladies Open.

## Storia
Ha avuto diversi nomi, ma è stato più comunemente conosciuto come Citizen Cup (1987-1995) o Betty Barclay Cup (1999-2002), mentre dal 2021 come Hamburg European Open.
All'inizio era un torneo di livello inferiore, ma nel 1990 è stato promosso al livello di Tier II, che ha mantenuto fino al 2002, mentre dal 2021 è passato alla categoria WTA 250.
Steffi Graf detiene il record per il maggior numero di vittorie, avendo vinto sei volte consecutivamente dal 1987 al 1992 ed essendo stata finalista ulteriori due volte. Jana Novotná guida nel doppio con 4 titoli.
L'evento è tristemente noto per essere stato il luogo in cui è stata accoltellata Monica Seles, la numero uno del mondo al momento, il 30 aprile 1993 da un appassionato di tennis tedesco durante una partita di quarti di finale contro Magdalena Maleeva. La Seles, dopo l'incidente, non ha più giocato in Germania.

## Albo d'oro

### Singolare
| Anno       | Categoria     | Campionessa                 | Finalista                   | Punteggio           |
| ---------- | ------------- | --------------------------- | --------------------------- | ------------------- |
| 1982       | WTA Tour      | Lisa Bonder-Kreiss          | Renáta Tomanová             | 6–3, 6–2            |
| 1983       | WTA Tour      | Andrea Temesvári            | Eva Pfaff                   | 6–4, 6–2            |
| 1984- 1986 | Non disputato | Non disputato               | Non disputato               | Non disputato       |
| 1987       | WTA Tour      | Steffi Graf                 | Isabel Cueto                | 6–2, 6–2            |
| 1988       | Tier IV       | Steffi Graf (2)             | Katerina Maleeva            | 6–4, 6–2            |
| 1989       | Tier IV       | Steffi Graf (3)             | Jana Novotná                | Walkover            |
| 1990       | Tier II       | Steffi Graf (4)             | Arantxa Sánchez Vicario     | 5–7, 6–0, 6–1       |
| 1991       | Tier II       | Steffi Graf (5)             | Monica Seles                | 7–5, 6(4)–7, 6–3    |
| 1992       | Tier II       | Steffi Graf (6)             | Arantxa Sánchez Vicario (2) | 7–6(5), 6–2         |
| 1993       | Tier II       | Arantxa Sánchez Vicario     | Steffi Graf                 | 6–3, 6–3            |
| 1994       | Tier II       | Arantxa Sánchez Vicario (2) | Steffi Graf (2)             | 4–6, 7–6(3), 7–6(6) |
| 1995       | Tier II       | Conchita Martínez           | Martina Hingis              | 6–1, 6–0            |
| 1996       | Tier II       | Arantxa Sánchez Vicario (3) | Conchita Martínez           | 4–6, 7–6, 6–0       |
| 1997       | Tier II       | Iva Majoli                  | Ruxandra Dragomir           | 6–3, 6–2            |
| 1998       | Tier II       | Martina Hingis              | Jana Novotná (2)            | 6–3, 7–5            |
| 1999       | Tier II       | Venus Williams              | Mary Pierce                 | 6–0, 6–3            |
| 2000       | Tier II       | Martina Hingis (2)          | Arantxa Sánchez Vicario (3) | 6–3, 6–3            |
| 2001       | Tier II       | Venus Williams (2)          | Meghann Shaughnessy         | 6–3, 6–0            |
| 2002       | Tier II       | Kim Clijsters               | Venus Williams              | 1–6, 6–3, 6–4       |
| 2003- 2020 | Non disputato | Non disputato               | Non disputato               | Non disputato       |
| 2021       | WTA 250       | Elena-Gabriela Ruse         | Andrea Petković             | 7–6(5), 6–4         |
| 2022       | WTA 250       | Bernarda Pera               | Anett Kontaveit             | 6–2, 6–4            |
| 2023       | WTA 250       | Arantxa Rus                 | Noma Noha Akugue            | 6–0, 7–6(3)         |
| 2024       | WTA 125       | Anna Bondár                 | Arantxa Rus                 | 6–4, 6–2            |
| 2025       | WTA 250       | Loïs Boisson                | Anna Bondár                 | 7-5, 6-3            |

### Doppio
| Anno       | Categoria     | Campionesse                           | Finaliste                              | Punteggio        |
| ---------- | ------------- | ------------------------------------- | -------------------------------------- | ---------------- |
| 1982       | WTA Tour      | Elizabeth Ekblom Lena Sandin          | Pat Medrado Cláudia Monteiro           | 7–6, 6–3         |
| 1983       | WTA Tour      | Bettina Bunge Claudia Kohde Kilsch    | Ivanna Madruga Catherine Tanvier       | 7–5, 6–4         |
| 1984- 1986 | Non disputato | Non disputato                         | Non disputato                          | Non disputato    |
| 1987       | WTA Tour      | Claudia Kohde Kilsch (2) Jana Novotná | Natal'ja Egorova Leila Meskhi          | 7–6, 7–6         |
| 1988       | Tier IV       | Jana Novotná (2) Tine Scheuer-Larsen  | Andrea Betzner Judith Wiesner          | 6–4, 6–2         |
| 1989       | Tier IV       | Isabelle Demongeot Nathalie Tauziat   | Jana Novotná Helena Suková             | walkover         |
| 1990       | Tier II       | Gigi Fernández Martina Navrátilová    | Larisa Neiland Helena Suková (2)       | 6–2, 6–3         |
| 1991       | Tier II       | Jana Novotná (3) Larisa Neiland       | Arantxa Sánchez Helena Suková (3)      | 7–5, 6–1         |
| 1992       | Tier II       | Steffi Graf Rennae Stubbs             | Manon Bollegraf Arantxa Sánchez (2)    | 4–6, 6–3, 6–4    |
| 1993       | Tier II       | Steffi Graf (2) Rennae Stubbs (2)     | Larisa Neiland (2) Jana Novotná (2)    | 6–4, 7–6(5)      |
| 1994       | Tier II       | Jana Novotná (4) Arantxa Sánchez      | Evgenija Manjukova Leila Meskhi (2)    | 6–3, 6–2         |
| 1995       | Tier II       | Gigi Fernández (2) Martina Hingis     | Conchita Martínez Patricia Tarabini    | 6–2, 6–3         |
| 1996       | Tier II       | Arantxa Sánchez (2) Brenda Schultz    | Gigi Fernández Martina Hingis          | 4–6, 7–6, 6–4    |
| 1997       | Tier II       | Anke Huber Mary Pierce                | Ruxandra Dragomir Iva Majoli           | 2–6, 7–6, 6–2    |
| 1998       | Tier II       | Barbara Schett Patty Schnyder         | Martina Hingis (2) Jana Novotná (3)    | 7–6(3), 3–6, 6–3 |
| 1999       | Tier II       | Larisa Neiland Arantxa Sánchez (3)    | Amanda Coetzer Jana Novotná (4)        | 6–2, 6–1         |
| 2000       | Tier II       | Anna Kurnikova Nataša Zvereva         | Nicole Arendt Manon Bollegraf          | 6(5)–7, 6–2, 6–4 |
| 2001       | Tier II       | Cara Black Elena Lichovceva           | Květa Peschke Barbara Rittner          | 6–2, 4–6, 6–2    |
| 2002       | Tier II       | Martina Hingis (2) Barbara Schett (2) | Daniela Hantuchová Arantxa Sánchez (3) | 6–1, 6–1         |
| 2003- 2020 | Non disputato | Non disputato                         | Non disputato                          | Non disputato    |
| 2021       | WTA 250       | Jasmine Paolini Jil Teichmann         | Astra Sharma Rosalie van der Hoek      | 6–0, 6–4         |
| 2022       | WTA 250       | Sophie Chang Angela Kulikov           | Miyu Katō Aldila Sutjiadi              | 6–3, 4–6, [10–6] |
| 2023       | WTA 250       | Anna Danilina Aleksandra Panova       | Miriam Kolodziejová Angela Kulikov     | 6–4, 6–2         |
| 2024       | WTA 125       | Anna Bondár Kimberley Zimmermann      | Arantxa Rus Nina Stojanović            | 5–7, 6–3, [11–9] |
| 2025       | WTA 250       | Nadiia Kičenok Makoto Ninomiya        | Anna Bondár Arantxa Rus                | 6-4, 3-6, [11-9] |